# Fulvio Suvich
Fulvio Suvich (Trieste, 23 gennaio 1887 – Trieste, 5 settembre 1980) è stato un politico e diplomatico italiano, sottosegretario di Stato alle Finanze e agli Affari Esteri. Fu fra i massimi rappresentanti dell'irredentismo giuliano.

## Biografia
Si laureò presso l'Università di Graz in legge. Allo scoppio della prima guerra mondiale si arruolò volontario nell'esercito italiano. Massone, fu affiliato alla loggia di Roma Propaganda Massonica, del Grande Oriente d'Italia. Venne eletto deputato nel 1921 nelle file nazionaliste, fusesi nel 1923 con il PNF (Suvich curò, con Francesco Giunta e Bruno Coceani, i tempi e le modalità della fusione nella regione giuliana).
A Suvich vennero affidati altri incarichi di responsabilità e, nel 1926, fu nominato da Mussolini sottosegretario alle Finanze. 
Dal 1931 fu Commissario per conto del governo dell'ENIT. Le sue funzioni riguardarono la creazione di una nuova immagine propagandistica dell'Italia all'estero attraverso il turismo, considerato come una vetrina per esporre orgogliosamente ai visitatori stranieri l'opera del regime. Avviò inoltre una profonda riorganizzazione del sistema turistico italiano, per farlo corrispondere a quell'immagine dell'Italia che intendeva diffondere.

### Sottosegretario agli Esteri e politica centroeuropea
Nel luglio 1932 Mussolini assunse ad interim il Ministero degli Esteri, nominando Suvich sottosegretario, nel tentativo di rilanciare la linea di equidistanza grandiana tra Francia e Germania. Suvich era ritenuto adatto per la sua moderazione, la conoscenza dell’area centroeuropea e balcanica e la scarsa simpatia per Hitler, prossimo al potere . 
Divenuto principale interlocutore del duce in politica estera, si dedicò particolarmente contro quella che vedeva come la minaccia più diretta agli interessi italiani: la politica di Anschluss nazista nei riguardi dell'Austria, che metteva a rischio l'Alto Adige e l'area di interesse italiana nel bacino danubiano-balcanico. Si impegnò a costruire rapporti più stretti con il Cancelliere Engelbert Dollfuss, di espresse simpatie fasciste e disposto a legarsi all'Italia per difendere la sovranità austriaca. Grazie anche al sostegno del Governo ungherese di Gyula Gömbös, Suvich fu esecutore della strategia di Mussolini di ingerenza nella politica interna austriaca, specialmente attraverso il sostegno alle milizie nazionaliste della Heimwehr, guidate dell'italofilo Principe Starhemberg. Lo scopo era instaurare a Vienna una dittatura, eliminando i socialdemocratici e rafforzandosi contro i nazisti, come Mussolini e Suvich illustrarono a Dollfuss in un incontro a Riccione nell'agosto del 1933.
Nel dicembre del 1933 Suvich si recò a Berlino per sondare la possibilità di un accordo con le gerarchie naziste sull'Austria, riscontrando la totale indisponibilità di Hitler a scendere a compromessi. Nel gennaio del 1934 visitò dunque Vienna, per ribadire insistentemente a Dollfuss la necessità di procedere con la costruzione del regime austrofascista, visti i suoi temporeggiamenti; a febbraio la rivolta dei socialdemocratici diede all'austriaco occasione per attuare le riforme autoritarie auspicate dal visitatore. A marzo fu possibile stipulare i protocolli di Roma, un accordo economico-politico tripartito fra Italia, Austria e Ungheria, patrocinato presso i relativi Governi sempre da Suvich.
Dopo il fallito putsch nazista a Vienna e l'omicidio di Dollfuss, Suvich sostenne l'avvicinamento alle potenze occidentali nel quadro del fronte di Stresa del 1935. In seguito alla crisi italo-francese dovuta alla guerra d'Etiopia, dall'inizio del 1936 Mussolini predilesse un cauto riorientamento verso Germania, di fatto estromettendo il suo sottosegretario, antitedesco, da tale manovra. 
Nel giugno del 1936 Suvich venne allontanato dal Ministero, parallelamente alla nomina del filotedesco Galeazzo Ciano come Ministro degli Esteri, e fu inviato in qualità di ambasciatore a Washington, dove rimase fino al 1938. 
Proseguì per qualche anno la carriera diplomatica e, nel dopoguerra, si ritirò a vita privata. Morì a Trieste nel 1980.